# Herward Koppenhöfer
Herward Koppenhöfer (født 25. maj 1946 i Weidenthal, Tyskland) er en tysk tidligere fodboldspiller (forsvarer).
Gennem sin karriere spillede Koppehöfer blandt andet for FC Kaiserslautern, Bayern München og Mainz 05. I sin tid hos Bayern München var han med til at vinde både det tyske mesterskab samt DFB-Pokalen.

## Titler
Bundesligaen
- 1972 med Bayern München

DFB-Pokal
- 1971 med Bayern München